# Pap
Pap là một thị trấn thuộc hạt Szabolcs-Szatmár-Bereg, Hungary. Thị trấn này có diện tích 17,15 km², dân số năm 2010 là 1813 người, mật độ 106 người/km².